# ポップコーン (兄妹デュオ)
ポップコーンは、日本の兄妹デュオ。
メンバーは、大阪府出身の加本ひろの（1963年2月8日 - 、身長165cm）・加本あつの（1964年2月20日 - 、身長155cm）。共に堀越高等学校卒業。
母親が歌謡教室を開いている関係もあって、小学生の頃から二人でアマチュアコンテストの各大会に出場し続けていた。1978年に日本テレビの歌手オーディション番組『スター誕生!』に出場、狩人の「あずさ2号」を歌って合格し、サンミュージックにスカウト。1979年2月25日にワーナー・パイオニア（現：ワーナーミュージック・ジャパン）のリプリーズレーベルより「ブルーロマンス薬局」（ブルーロマンスファーマシー）でデビュー。デビュー時に付いたキャッチフレーズは「軽くはじけるメルヘン・ポップ」。
解散後、兄のひろのは同期の歌手、東寿明らと「Air」を結成、数枚のシングル盤をリリースした。その後1980年代には、尾関昌也とのデュオ「Breakfast Club」を結成し、シングル、アルバムをそれぞれリリースした。1990年代には「松本浩之介」名義でアレンジャーとしても活動、CHA-CHA、シンシア（南沙織）などの楽曲のアレンジを手がけた。

## ディスコグラフィー

### シングル
1. ブルーロマンス薬局（1979年2月25日）
  - 作詞：林春生、作曲・編曲： 都倉俊一
  - 『おはよう!こどもショー』（日本テレビ）内でも流された。
  - C/W ブルーロマンス薬局（カラオケ）
2. フレー! フレー!（1979年6月25日）
  - 作詞：Frank Farian、Fred Jay、訳詞：杉山政美、作曲：Frank Farian、Fred Jay、編曲：高田弘
  - 西ドイツのディスコ音楽グループ、ボニーMの「Hooray! Hooray! It's A Holi-Holiday」のカバー。
  - C/W 花にたとえれば　作詞：笠間ジュン、作曲：佐々木勉、編曲：高田弘

## 出演番組
- おはよう!こどもショー（日本テレビ）
- レッツゴーヤング（NHK総合）
- 8時だヨ!全員集合（TBS）
- ドリフ大爆笑（フジテレビ）
- 推理クイズ・マゴベエ探偵団（名古屋テレビ） - 番組内の推理ドラマに出演し、ラストでは「フレー! フレー!」を歌った。